# Mala Reșetîlivka, Velîka Bahacika
Mala Reșetîlivka (în ucraineană Мала Решетилівка) este un sat în așezarea urbană Velîka Bahacika din regiunea Poltava, Ucraina. În secolul al XIX-lea, satul făcea parte din volostul Bahacika, uezdul Mirhorod.

## Demografie
Componența lingvistică a localității Mala Reșetîlivka
     Ucraineană (90,43%)
     Rusă (9,57%)
Conform recensământului din 2001, majoritatea populației localității Mala Reșetîlivka era vorbitoare de ucraineană (90,43%), existând în minoritate și vorbitori de rusă (9,57%).